# Eluveitie
Az Eluveitie (ejtsd: "elvéjti") egy zürichi folk metal együttes, melyet 2002-ben alapított Chrigel Glanzmann, aki azóta is a zenekar vezetője. Nevüket egy kb. 2300 éves, Mantovában előkerült vázára írt szó ihlette – erre az eluveitie etruszk betűkkel van írva, ami a kutatók szerint a kelta *(h)elvetios (jelentése: helvét) etruszk megfelelője, és vélhetően egy Mantovában élt helvét emberre utal.
Az első demójuk (Vên) 2003-ban jelent meg; ennek a sikere késztette Chrigelt, hogy zenésztársakat keressen az eredetileg stúdióprojektként indult zenekarhoz. Első lemezük (Spirit) 2006-ban jelent meg, s a következő évben az egyik legnagyobb metál-kiadóhoz, a Nuclear Blast-hoz szerződtek, ami (pontosabban második lemezük, a 2008-es Slania) meghozta nekik a nemzetközi ismertséget.
Zenei stílusuk a dallamos death metalt és a hagyományos kelta muzsikát ötvözi, számos hangszert (tekerőlant, duda, hegedű stb.), valamint torz és tiszta gitárokat, hörgést és tiszta éneket egyaránt használva; szövegeik témája általában a régi gall kultúra vagy tágabban véve a kelta mitológia, sőt egyes szövegeik rekonstruált gall nyelven vannak.

## Jelenlegi tagság
- Chrigel Glanzmann – ének, gitárok, fafúvósok stb. (2002–)
- Kay Brem – basszusgitár (2008–)
- Rafael Salzmann – szólógitár (2012–)
- Nicole Ansperger – hegedű, háttérének (2013–2015, 2016–)
- Matteo Sisti – duda, whistle, akusztikus gitár stb. (2014–)
- Alain Ackermann – ütős hangszerek (2016–)
- Jonas Wolf – ritmusgitár (2016–)
- Fabienne Erni – tiszta ének, kelta hárfa (2017–)
- Annie Riediger – tekerőlant (2022–)

## Diszkográfia

### Nagylemezek
- Spirit (2006)
- Slania (2008)
- Evocation I: The Arcane Dominion (2009)
- Everything Remains As It Never Was (2010)
- Helvetios (2012)
- Origins (2014)
- Evocation II: Pantheon (2017)
- Ategnatos (2019)
- Ànv (2025)

## Fordítás
Ez a szócikk részben vagy egészben  az   Eluveitie című angol Wikipédia-szócikk fordításán alapul.  Az eredeti cikk szerkesztőit annak laptörténete sorolja fel. Ez a jelzés csupán a megfogalmazás eredetét és a szerzői jogokat jelzi, nem szolgál a cikkben szereplő információk forrásmegjelöléseként.